# Савчинська сільська рада (Крижопільський район)
Са́вчинська сільська́ ра́да — адміністративно-територіальна одиниця та орган місцевого самоврядування у Крижопільському районі Вінницької області. Адміністративний центр — село Савчине.

## Загальні відомості
- Територія ради: 2,17 км²
- Населення ради: 564 особи (станом на 2001 рік)

## Населені пункти
Сільській раді підпорядковані населені пункти:
- с. Савчине
- с. Теклівка

## Склад ради
Рада складається з 12 депутатів та голови.
- Голова ради: Красюк Тетяна Петрівна
- Секретар ради:

### Керівний склад попередніх скликань
| Прізвище, ім'я, по батькові | Основні відомості                                                                               | Дата обрання | Дата звільнення |
| --------------------------- | ----------------------------------------------------------------------------------------------- | ------------ | --------------- |
| Сиротюк Юрій Михайлович     | Сільський голова, 1971 року народження, освіта середня спеціальна, член Партії регіонів         | 26.03.2006   | 31.10.2010      |
| Сиротюк Юрій Михайлович     | Сільський голова, 1971 року народження, освіта середня спеціальна, член Партії регіонів         | 31.10.2010   | 25.10.2015      |
| Красюк Тетяна Петрівна      | Сільський голова, 1975 року народження, освіта вища, безапартійна, Савчинський НВК, Вчитель НВК | 25.10.2015   |                 |

Примітка: таблиця складена за даними сайту Верховної Ради України та ЦВК

### Депутати VII скликання
За результатами місцевих виборів 2015 року депутатами ради стали:

#### За суб'єктами висування
| Суб'єкт висування                          | Кількість обраних депутатів | %     |
| ------------------------------------------ | --------------------------- | ----- |
| Самовисування                              | 9                           | 75.00 |
| Партія Блок Петра Порошенка «Солідарність» | 3                           | 25.00 |

#### За округами
| № округу | Прізвище, ім'я, по батькові       | Ким висунуто                                | Дата нар.  | Освіта           | Партійна приналежність                                        | Відомості                                                |
| -------- | --------------------------------- | ------------------------------------------- | ---------- | ---------------- | ------------------------------------------------------------- | -------------------------------------------------------- |
| 1        | Хоміцька Наталія Іванівна         | Самовисування                               | 24.09.1971 | загальна середня | безпартійна                                                   | Фап с. Савчине, Зав. ФАп фельдшер                        |
| 2        | Мілялюк Тетяна Яківна             | Самовисування                               | 30.09.1968 | загальна середня | член політичної партії Всеукраїнське об'єднання «Батьківщина» | Крижопільські ЕМ, Контролер                              |
| 3        | Тіхоміров Олександр Володимирович | ПАРТІЯ "БЛОК ПЕТРА ПОРОШЕНКА «СОЛІДАРНІСТЬ» | 20.08.1961 | загальна середня | член ПАРТІЇ "БЛОК ПЕТРА ПОРОШЕНКА «СОЛІДАРНІСТЬ»              | Тимчасово не працює                                      |
| 4        | Маркович Василь Михайлович        | Самовисування                               | 18.09.1971 | загальна середня | безпартійний                                                  | Тимчасово не працює                                      |
| 5        | Казімірова Лариса Василівна       | ПАРТІЯ "БЛОК ПЕТРА ПОРОШЕНКА «СОЛІДАРНІСТЬ» | 01.06.1964 | загальна середня | член ПАРТІЇ "БЛОК ПЕТРА ПОРОШЕНКА «СОЛІДАРНІСТЬ»              | ПРАТ ПК «Поділля», Адміністратор                         |
| 6        | Шевченко Ольга Миколаївна         | Самовисування                               | 13.04.1964 | загальна середня | безпартійна                                                   | Савчинська с р., Секритар с р                            |
| 7        | Мартинюк Ігор Вікторович          | Самовисування                               | 08.12.1986 | загальна середня | безпартійний                                                  | Савчинська с р., Спеціаліст ІІкатегорії                  |
| 8        | Бевза Ольга Іванівна              | Самовисування                               | 05.08.1970 | вища             | безпартійна                                                   | Савчинський НВК, Директор НВК І-ст.                      |
| 9        | Вознюк Людмила Миколаївна         | Самовисування                               | 25.05.1964 | загальна середня | безпартійна                                                   | Савчинська с.р., Головний бухгалтер с.р.                 |
| 10       | Осецький Олександр Юрійович       | Самовисування                               | 01.10.1980 | загальна середня | безпартійний                                                  | Савчинський будинок культури, Директор буди буд культури |
| 11       | Липівська Олена Миколаївна        | Самовисування                               | 13.10.1965 | загальна середня | безпартійна                                                   | Савчинський НВК, Учитель початкових класів               |
| 12       | Казіміров Віктор Йосипович        | ПАРТІЯ "БЛОК ПЕТРА ПОРОШЕНКА «СОЛІДАРНІСТЬ» | 09.06.1959 | загальна середня | член ПАРТІЇ "БЛОК ПЕТРА ПОРОШЕНКА «СОЛІДАРНІСТЬ»              | Тимчасово не працює                                      |